# تجربة بوبر
تجربة بوبر هي التجربة التي اقترحها الفيلسوف كارل بوبر وذلك لاختبار مختلف تفسيرات ميكانيكا الكم (QM). في الواقع، وفي وقت مبكر من عام 1934، بدأ بوبر ينتقد تفسير كوبنهاغن الأكثر قبولا على نحو متزايد، وهو تفسير ذاتي موضوعي من تفسيرات ميكانيكا الكم. لذلك، في كتابه الأكثر شهرة Logik Der Forschung اقترح أول تجربة يُزعم أنها تُميز بشكل تجريبي بين تفسير كوبنهاجن وتفسير واقعي، وهو ما دعاه. ومع ذلك، كتب أينشتاين رسالة إلى بوبر عن التجربة التي أثار فيها بعض الاعتراضات الحاسمة  وكان بوبر نفسه قد أعلن أن هذه المحاولة الأولى كانت «خطأً جسيماً كنت أشعر بالأسف الشديد والخجل منه منذ ذلك الحين».